# Blask (singel)
Blask – utwór polskiego rapera ReTo, wydany w listopadzie 2021 roku, pochodzący z albumu W samo południe.
Nagranie uzyskało certyfikat diamentowej płyty (2022). Utwór zdobył ponad 73 miliony wyświetleń w serwisie YouTube (2025) oraz ponad 37 milionów odsłuchań w serwisie Spotify (2025).
Producentem utworu jest Raff J.R.

## Twórcy
- ReTo – słowa[1][2]
- Raff J.R. – producent[1]